# Åsa Herrgård
Åsa Maria Herrgård, född 28 maj 1956 i Malax i Finland, är en svensk skulptör.
Åsa Herrgård är uppvuxen i bland annat Sandviken. Hon har utbildat sig på Gävle konstskola 1974-75, i keramik på Nyckelviksskolan 1976 , på Konstfack i Stockholm 1981-85 och vid Konstakademien i Helsingfors 1985-86 och 1987.

## Offentliga verk i urval
- Fönstret, 1994, utanför stadsbiblioteket i Hedemora
- Landmärke, 1999, rondell vid Spängersleden i Gävle
- Rondellskulptur i Söderbykrysset i Falkenberg, 2004
- Gyllene trädet, varmförzinkade bemålade metallrör och laminerat glas, 2007, Kyrktorget i Partille
- Kapplöpningen, varmförzinkade bemålade metallrör, 2007, Kyrktorget och Kulturum i Partille
- Skulptur på taket till Kulturum i Partille, varmförzinkade bemålade metallrör, 2007.
- Stiliserade träd, rostfritt stål och lackerad plåt, 2011-12, Östra rondellen i Sandviken
- Spinn, 2012, Kurverödsledens rondell i Uddevalla

## Galleri

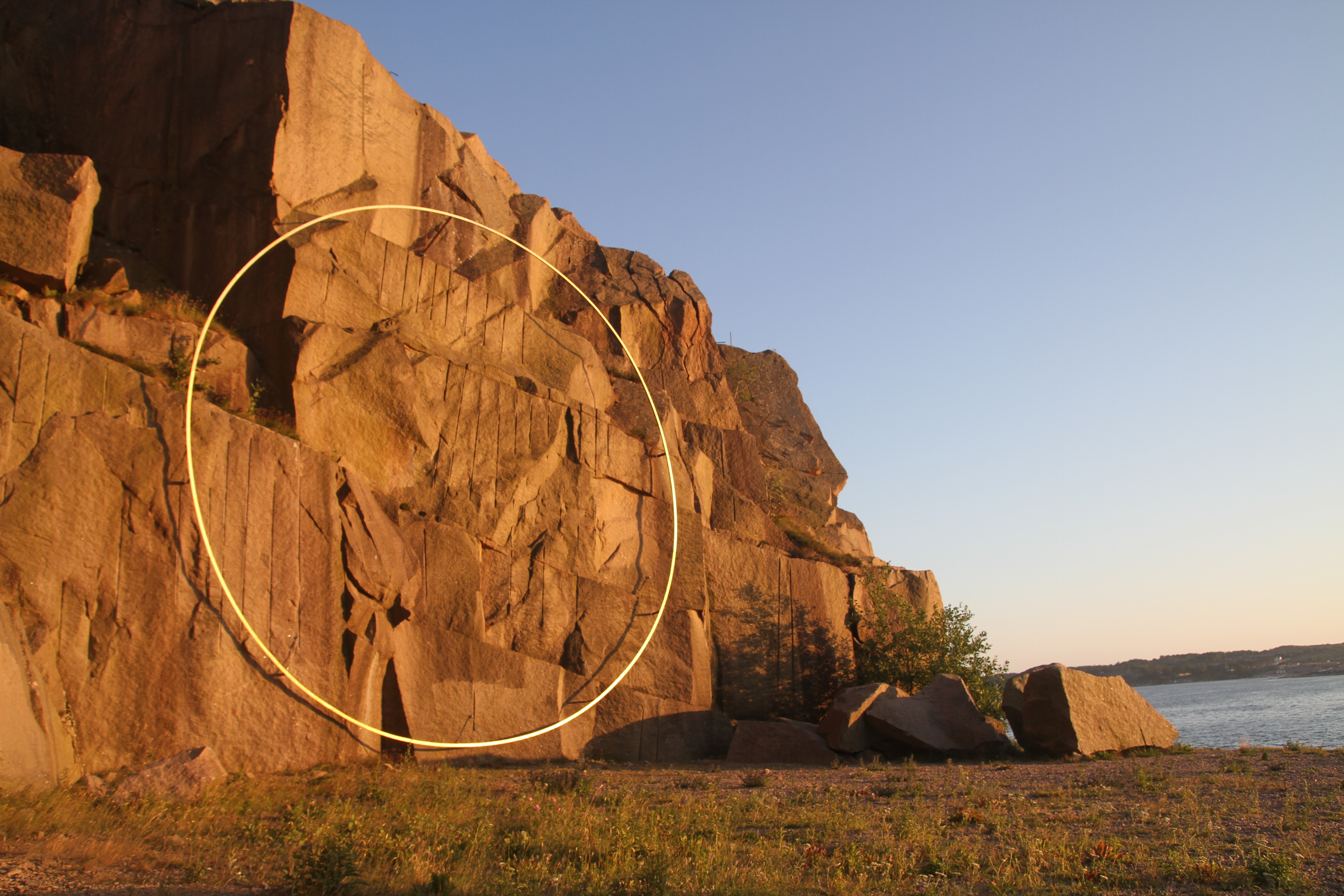
Metallcirkel i bladguld, Uddens Skulpturpark, Hunnebostrand, sommar.
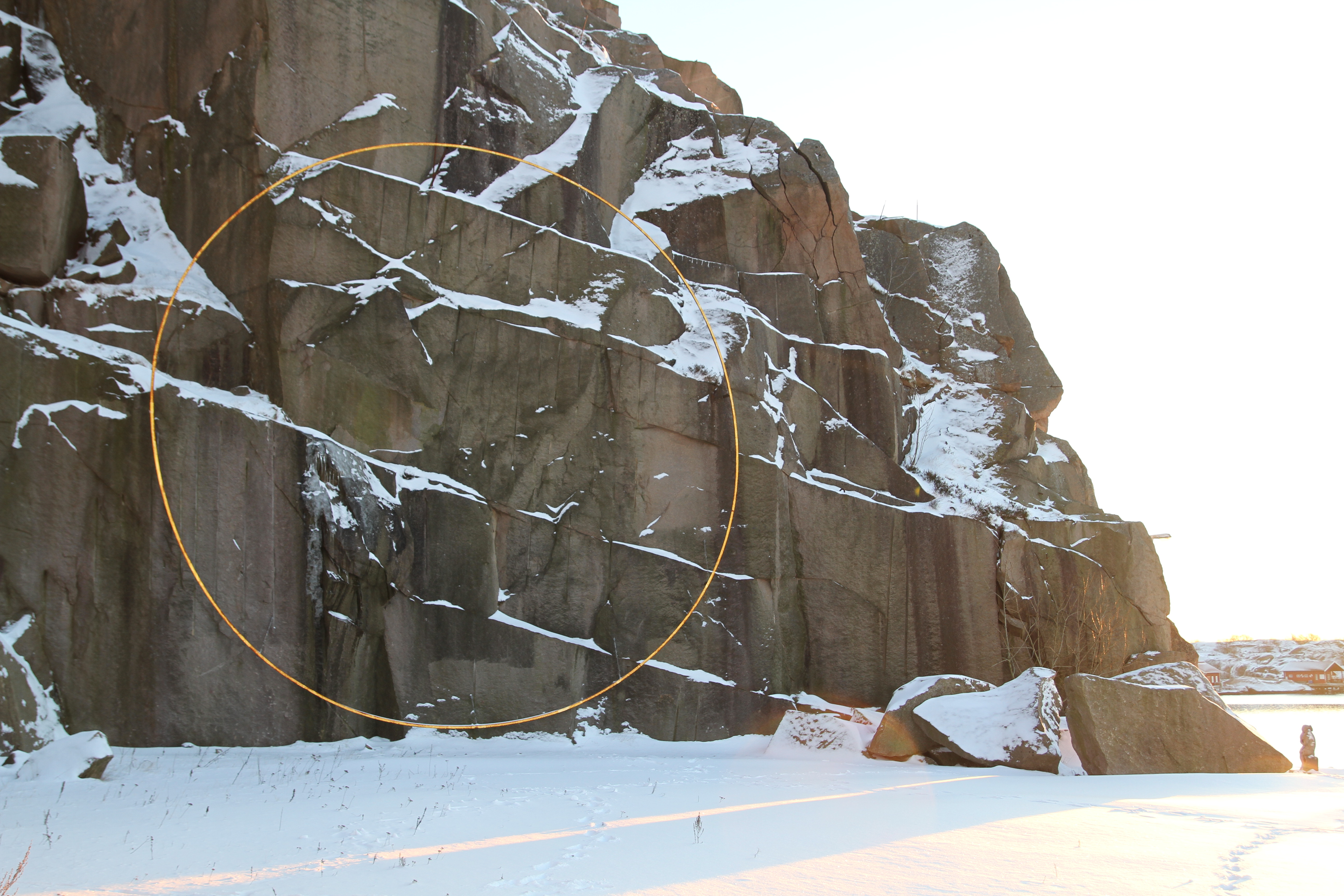
Metallcirkel i bladguld, Uddens Skulpturpark, Hunnebostrand, vinter.
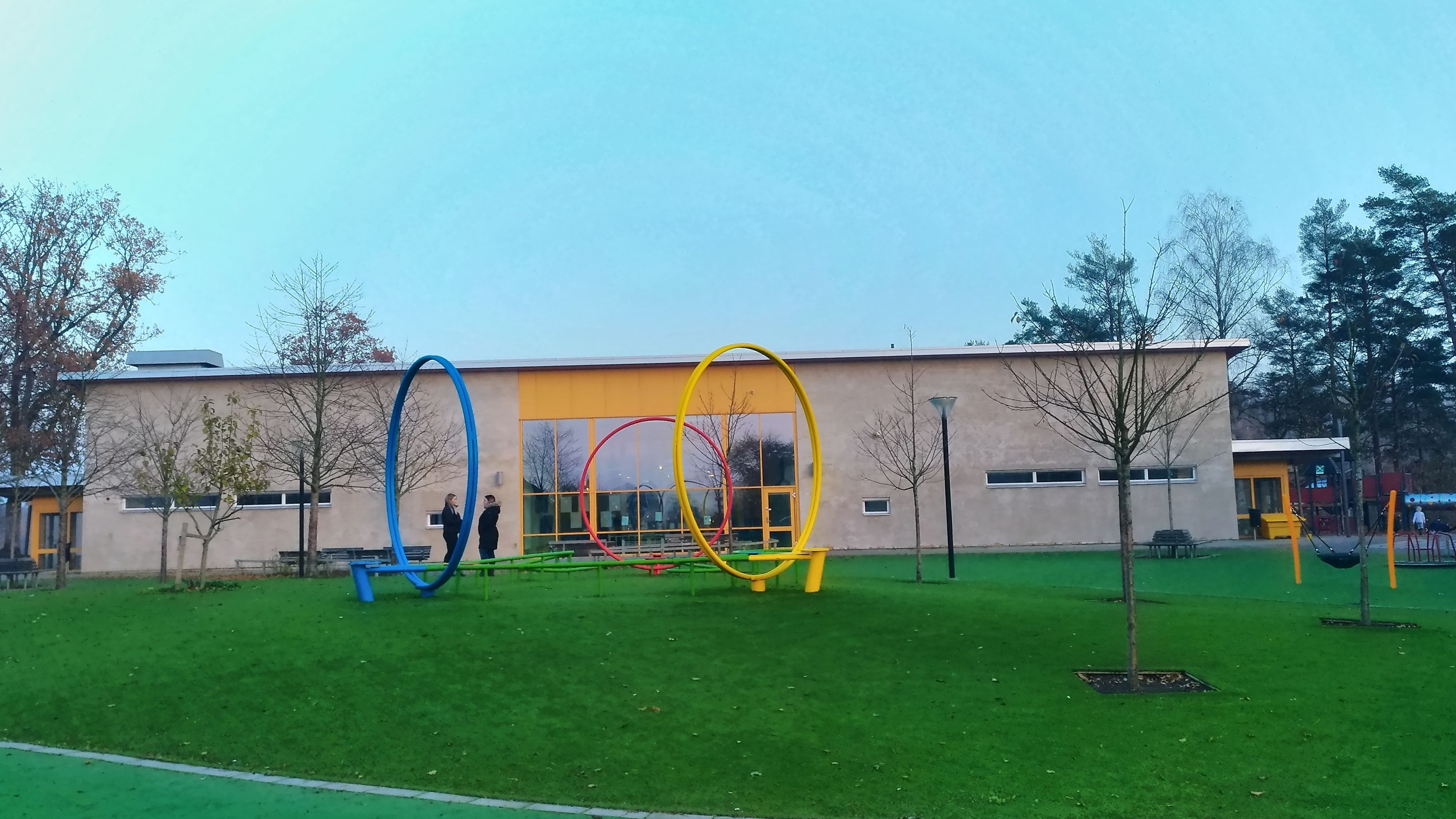
Offentlig gestaltning, Höjden skolan Markaryd